# Nobody’s Perfect
Nobody’s Perfect (с англ. — «Никто не совершенен») — двойной концертный альбом британской группы Deep Purple, вышедший в 1988 году.

## Об альбоме
Nobody’s Perfect составлен из концертных записей 1987 года, сделанных в ходе всемирного турне, которое группа совершала после записи альбома The House of Blue Light. Материал альбома включает как композиции «классического» периода Deep Purple 1970—1973 годов, так и песни с двух последних (на тот момент) альбомов Perfect Strangers (1984) и The House of Blue Light (1987), записанных после воссоединения группы в классическом составе. Кроме того, включена новая студийная версия песни «Hush» с первого альбома Shades of Deep Purple.
В ходе концертного исполнения Deep Purple включали во многие свои композиции фрагменты других произведений. Так, например, исполнение песни «Hard Lovin’ Woman» содержит гитарное соло Ричи Блэкмора из «Under the Gun», а при исполнении «Strange Kind of Woman» были использованы фрагменты из рок-оперы Jesus Christ Superstar, в которой Иэн Гиллан исполнял главную партию.

## Список композиций
Релиз 1988 года
 Американское издание в формате 2xLP: Mercury Records (каталожный номер: 835 897-1)
Диск 1
| №  | Название                | Записано в                                   | Длительность |
| -- | ----------------------- | -------------------------------------------- | ------------ |
| 1. | «Highway Star»          | Irvine Meadows, Калифорния, 23 мая 1987 года | 6:10         |
| 2. | «Strange Kind of Woman» | Irvine Meadows, Калифорния, 23 мая 1987 года | 7:34         |
| 3. | «Perfect Strangers»     | Irvine Meadows, Калифорния, 23 мая 1987 года | 6:25         |

| №  | Название                     | Записано в                           | Длительность |
| -- | ---------------------------- | ------------------------------------ | ------------ |
| 1. | «Hard Lovin’ Woman»          | Осло, Норвегия, 22 августа 1987 года | 5:03         |
| 2. | «Bad Attitude»               | Финикс, Аризона, 30 мая 1987 года    | 5:31         |
| 3. | «Knocking at Your Back Door» | Финикс, Аризона, 30 мая 1987 года    | 11:24        |

Диск 2
| №  | Название         | Записано в                                                               | Длительность |
| -- | ---------------- | ------------------------------------------------------------------------ | ------------ |
| 1. | «Child in Time»  | Финикс, Аризона, 30 мая 1987 года и Осло, Норвегия, 22 августа 1987 года | 10:35        |
| 2. | «Lazy»           | Финикс, Аризона, 30 мая 1987 года                                        | 5:10         |
| 3. | «Space Truckin’» | Осло, Норвегия, 22 августа 1987 года                                     | 6:03         |

| №  | Название             | Записано в                                                                  | Длительность |
| -- | -------------------- | --------------------------------------------------------------------------- | ------------ |
| 1. | «Black Night»        | Верона, Италия, 6 сентября 1987 года и Осло, Норвегия, 22 августа 1987 года | 6:06         |
| 2. | «Woman from Tokyo»   | Irvine Meadows, Калифорния, 23 мая 1987 года                                | 4:00         |
| 3. | «Smoke on the Water» | Осло, Норвегия, 22 августа 1987 года                                        | 7:46         |
| 4. | «Hush»               | джем-сейшен в студии Hook End Manor, 26 февраля 1988 года                   | 3:30         |

## Участники записи
- Ричи Блэкмор — гитара
- Иэн Гиллан — вокал, гармоника, перкуссия
- Роджер Гловер — бас-гитара
- Джон Лорд — орган, синтезатор
- Иэн Пейс — ударные